# Studencki Festiwal Informatyczny

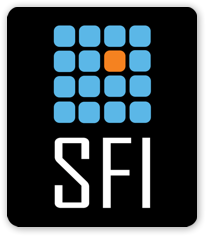
Logo Studenckiego Festiwalu Informatycznego

Studencki Festiwal Informatyczny (SFI) – konferencja informatyczna organizowana corocznie przez studentów czterech krakowskich szkół wyższych (AGH, PK, UEK, UJ). Wydarzenie odbywa się wiosną w Krakowie i zrzesza specjalistów, entuzjastów oraz firmy z branży informatycznej. Jego celem jest popularyzacja zagadnień związanych z tworzeniem gier i aplikacji, systemami operacyjnymi, bezpieczeństwem IT, testowaniem oraz ogólnymi aspektami wytwarzania oprogramowania takimi jak np. projektowanie, stosowane metodyki itp.

## O Festiwalu
Pierwsza edycja Festiwalu odbyła się w dniach 25–26 lutego 2005 z inicjatywy studenta Politechniki Krakowskiej – Jana Szumca. Według szacunków organizatorów w wydarzeniu wzięło udział ok. 300 osób.
Począwszy od drugiej edycji, do grona prelegentów dołączali także zagraniczni mówcy. Pierwszym z nich był Andrew S. Tanenbaum. W 2006 zapoczątkowano 3-dniową formę Festiwalu (czwartek-sobota).
W trakcie 7. edycji odbyła się pierwsza w historii wydarzenia prelekcja w formie wideokonferencji poprowadzona przez Stephena Wolframa.
Każdego dnia festiwalu uczestnicy mogą wybierać spośród dwóch ścieżek wykładowych oraz dwóch-trzech ścieżek warsztatowych.
Ze SFI związana jest także seria jednodniowych, popołudniowych wykładów znana pod nazwą mikroSFI.
Przez lata popularność SFI znacznie wzrosła - podczas 13. edycji odnotowano około 6000 odsłuchań. Organizatorzy przekonują, iż jest to największa studencka konferencja IT w Polsce.

## Organizatorzy
Od samego początku festiwal organizują wspólnie koła naukowe z czterech krakowskich szkół wyższych: Koło Naukowe BIT z AGH, Koło Naukowe Informatyki UEK, Koło Naukowe Informatyków PK, Koło Studentów Informatyki UJ oraz Koło Naukowe „Epicentrum” UJ. Studentów wspiera także Fundacja Studentów i Absolwentów Akademii Górniczo-Hutniczej w Krakowie ACADEMICA. 
Festiwal jest organizowany non-profit, a wstęp jest bezpłatny dla wszystkich uczestników.

## Prelegenci
Każdego roku Festiwal gości wielu specjalistów z branży IT, pośród których można spotkać m.in. twórców języków programowania, autorów książek i podręczników, autorów powszechnie stosowanego oprogramowania komputerowego, a także specjalistów pracujących na co dzień w firmach i instytucjach publicznych. Z roku na rok zwiększa się liczba zagranicznych prelegentów, którzy występują podczas SFI. 
Wybrani prelegenci z dotychczasowych edycji:
- polscy
  - Jakub Mrugalski
  - Jakub Pilimon
  - Jarosław Duda
  - Jarosław Pałka
  - Jerzy Grębosz
  - Paweł Sasko
  - Paweł Tkaczyk
  - Piotr Konieczny
  - Szymon Paluch
  - Dominika Zając
  - Andrzej Koziński
- zagraniczni
  - Andrew S. Tanenbaum
  - Bram Moolenaar
  - Bruce Lawson
  - Joe Armstrong
  - Kevin Warwick
  - Larry Wall
  - Philip Wadler
  - Richard Stallman
  - Thomas H. Cormen

W ramach SFI organizowane są także krótkie, ok. 20-minutowe wykłady, do poprowadzenia których może zgłosić się każdy, kto chciałby spróbować swoich sił w roli prelegenta i zaistnieć w świecie IT.

## Podcast
Z powodu globalnej pandemii, 16. edycja Festiwalu planowana na marzec 2020 została przeniesiona. Aby dać swoim uczestnikom namiastkę SFI i możliwość wirtualnego spotkania się z Prelegentami, Organizatorzy wydarzenia podjęli decyzję o stworzeniu własnego podcastu. W pierwszych odcinkach wystąpili: Thiago Klafke, Maciej Korsan, Jakub 'unknow' Mrugalski oraz Kenneth F. Harris. Tak jak i całe SFI, podcast dostępny jest bezpłatnie dla wszystkich tych którzy są zainteresowani zdobyciem wiedzy i poznaniem ciekawych osobistości z branży IT.

## SeekFindInput
Od 9. edycji w ramach Festiwalu organizowany jest także konkurs o nazwie SeekFindInput będący formą grywalizacji dla uczestników. Punkty można zdobywać za udział w wykładach i warsztatach, interakcje z firmami wspierającymi SFI, a także odnajdywać dodatkowe punkty na terenie Festiwalu czy w mediach społecznościowych. Przewidziane są także punkty za specjalne osiągnięcia. Osoby z największą ilością punktów na koniec poszczególnych dni, a także na zakończenie festiwalu otrzymują cenne nagrody.

## Lokalizacja
W kolejnych latach Festiwal odbywał się w różnych miejscach, jednak zawsze były to obiekty należące do jednej z czterech powiązanych z nim uczelni.
| Rok  | Edycja | Lokalizacja                                                  |  |
| ---- | ------ | ------------------------------------------------------------ |  |
| 2005 | 1      | Katedra Informatyki AGH/Centrum Konferencyjne „Kotłownia” PK |  |
| 2006 | 2      | Auditorium Maximum UJ                                        |  |
| 2007 | 3      | Hala widowiskowa UEK                                         |  |
| 2008 | 4      | Hala widowiskowa UEK                                         |  |
| 2009 | 5      | Hala widowiskowa UEK                                         |  |
| 2010 | 6      | Hala widowiskowa UEK                                         |  |
| 2011 | 7      | Centrum dydaktyki AGH (pawilon U2)                           |  |
| 2012 | 8      | Auditorium Maximum UJ                                        |  |
| 2013 | 9      | Centrum dydaktyki AGH (pawilon U2)                           |  |
| 2014 | 10     | Centrum dydaktyki AGH (pawilon U2)                           |  |
| 2015 | 11     | Hala widowiskowa UEK                                         |  |
| 2016 | 12     | Auditorium Maximum UJ                                        |  |
| 2017 | 13     | Centrum Informatyki AGH (pawilon D-17)                       |  |
| 2018 | 14     | Auditorium Maximum UJ                                        |  |
| 2019 | 15     | Centrum Informatyki AGH (pawilon D-17)                       |  |
| 2020 | 16     | Przeniesiona na 2021 z powodu pandemii COVID-19              |  |
| 2021 | 16     | Online                                                       |  |
| 2022 | 17     | Auditorium Maximum UJ                                        |  |
| 2023 | 18     | Auditorium Maximum UJ                                        |  |
| 2024 | 19     | Auditorium Maximum UJ                                        |  |